# Championnat d'Islande de football 1977
Navigation
Saison précédente Saison suivante
La saison 1977 du Championnat d'Islande de football était la 66e édition de la première division islandaise. Les 10 clubs jouent les uns contre les autres lors de rencontres disputées en matchs aller et retour.
Le Valur Reykjavik, le tenant, a tenté de conserver son titre de champion d'Islande face aux neuf meilleurs clubs du pays.
C'est l'ÍA Akranes, au terme d'un championnat rallongé (il passe de 72 à 90 matchs pour la saison), qui termine en tête de la 1. Deild et remporte du même coup le 10e titre de son histoire, son 4e en sept ans.
À la suite du passage à 10 clubs, il y a désormais deux clubs relégués à la fin de la saison. Cette année, ce sont le þor Akureyri, tout juste promu, et le KR Reykjavik, présent en 1. Deild depuis 1915 et jamais encore rétrogradé, qui descendent en 2. Deild.

## Les 10 clubs participants
| \| Reykjavik : · Fram - Valur - KR - Vikingur ÍBK Keflavík ÍA Akranes þor Akureyri ÍBV Vestmannaeyjar Breiðablik Kopavogur FH Hafnarfjörður \| Clubs participants |
| Reykjavik : · Fram - Valur - KR - Vikingur ÍBK Keflavík ÍA Akranes þor Akureyri ÍBV Vestmannaeyjar Breiðablik Kopavogur FH Hafnarfjörður                          |

| Club                 | Classement 1976 | Stade            | Ville          |
| -------------------- | --------------- | ---------------- | -------------- |
| ÍA Akranes           | 3               | Akranesvöllur    | Akranes        |
| Breiðablik Kopavogur | 5               | Kópavogsvöllur   | Kopavogur      |
| Fram Reykjavik       | 2               | Laugardalsvöllur | Reykjavik      |
| FH Hafnarfjörður     | 8               | Kaplakrikavöllur | Hafnarfjörður  |
| ÍBK Keflavík         | 6               | Keflavíkurvöllur | Keflavík       |
| KR Reykjavik         | 7               | Laugardalsvöllur | Reykjavik      |
| þor Akureyri         | 2. Deild        | Akureyrarvöllur  | Akureyri       |
| Valur Reykjavik      | 1               | Laugardalsvöllur | Reykjavik      |
| ÍBV Vestmannaeyjar   | 2. Deild        | Hásteinsvöllur   | Vestmannaeyjar |
| Vikingur Reykjavik   | 4               | Laugardalsvöllur | Reykjavik      |

## Compétition

### Classement
Le barème de points servant à établir le classement se décompose ainsi :
- Victoire : 2 points
- Match nul : 1 point
- Défaite : 0 point

| Rang | Équipe               | Pts | J  | G  | N | P  | Bp | Bc | Diff |
| ---- | -------------------- | --- | -- | -- | - | -- | -- | -- | ---- |
| 1    | ÍA Akranes           | 28  | 18 | 13 | 2 | 3  | 35 | 13 | +22  |
| 2    | Valur Reykjavik T C  | 27  | 18 | 11 | 5 | 2  | 38 | 18 | +20  |
| 3    | ÍBV Vestmannaeyjar P | 21  | 18 | 9  | 3 | 6  | 27 | 18 | +9   |
| 4    | ÍBK Keflavík         | 20  | 18 | 8  | 4 | 6  | 29 | 28 | +1   |
| 5    | Vikingur Reykjavik   | 20  | 18 | 6  | 8 | 4  | 22 | 23 | -1   |
| 6    | Breiðablik Kopavogur | 18  | 18 | 7  | 4 | 7  | 27 | 26 | +1   |
| 7    | FH Hafnarfjörður     | 16  | 18 | 5  | 6 | 7  | 26 | 30 | -4   |
| 8    | Fram Reykjavik       | 14  | 18 | 4  | 6 | 8  | 24 | 35 | -11  |
| 9    | KR Reykjavik         | 10  | 18 | 3  | 4 | 11 | 24 | 34 | -10  |
| 10   | Þór Akureyri P       | 6   | 18 | 2  | 2 | 14 | 21 | 48 | -27  |

|  | Qualifié pour la Coupe d'Europe des clubs champions 1978-1979 |
|  | Qualifié pour la Coupe des Coupes 1978-1979                   |
|  | Qualifié pour la Coupe UEFA 1978-1979                         |
|  | Relégation en 2. Deild                                        |

### Matchs
| Résultats (▼dom., ►ext.)                                   | Fram | Haf | Brei | Kef | KR  | Val | Akr | Vik | þor | Vest |
| Fram Reykjavik                                             |      | 1-4 | 1-4  | 3-2 | 1-1 | 0-0 | 1-2 | 0-1 | 3-1 | 0-2  |
| FH Hafnarfjörður                                           | 0-3  |     | 0-2  | 1-2 | 5-4 | 1-1 | 0-0 | 1-4 | 5-2 | 2-0  |
| Breiðablik Kopavogur                                       | 4-1  | 1-1 |      | 1-1 | 1-2 | 4-3 | 1-0 | 1-1 | 0-1 | 1-3  |
| ÍBK Keflavík                                               | 2-2  | 0-0 | 3-2  |     | 4-2 | 1-2 | 0-4 | 3-0 | 3-2 | 1-0  |
| KR Reykjavik                                               | 1-1  | 2-2 | 1-2  | 0-2 |     | 0-3 | 0-2 | 0-2 | 6-0 | 1-2  |
| Valur Reykjavik                                            | 3-3  | 1-0 | 3-0  | 0-0 | 2-1 |     | 0-2 | 4-0 | 4-2 | 2-0  |
| ÍA Akranes                                                 | 4-2  | 1-0 | 2-0  | 4-1 | 1-0 | 1-4 |     | 1-1 | 3-0 | 3-0  |
| Vikingur Reykjavik                                         | 0-1  | 1-1 | 2-0  | 1-0 | 0-0 | 3-3 | 0-3 |     | 3-2 | 0-0  |
| Þór Akureyri                                               | 1-1  | 1-2 | 1-3  | 1-2 | 2-3 | 0-2 | 3-1 | 1-1 |     | 0-4  |
| ÍBV Vestmannaeyjar                                         | 3-0  | 4-1 | 0-0  | 3-2 | 2-0 | 0-1 | 0-1 | 2-2 | 2-1 |      |
| - Victoire à domicile - Match nul - Victoire à l'extérieur |      |     |      |     |     |     |     |     |     |      |

## Bilan de la saison
| Tableau d'Honneur                 |                 |
| Compétition                       | Vainqueur       |
| Championnat d'Islande de football | ÍA Akranes      |
| Coupe d'Islande de football       | Valur Reykjavik |
| Supercoupe d'Islande de football  | Valur Reykjavik |

| Qualifications européennes                   |                    |
| Coupe d'Europe des clubs champions 1978-1979 | Qualifié           |
| 1er tour                                     | ÍA Akranes         |
| Coupe des Coupes 1978-1979                   | Qualifié           |
| 1er tour                                     | Valur Reykjavik    |
| Coupe UEFA 1978-1979                         | Qualifié           |
| 1er tour                                     | ÍBV Vestmannaeyjar |

| Promotion et relégation |                               |
| Relégué en 2. Deild     | KR Reykjavik þor Akureyri     |
| Promu en 1. Deild       | þrottur Reykjavik KA Akureyri |

## Meilleurs buteurs
| # | Buteurs                | Clubs              | Nb de Buts |
| - | ---------------------- | ------------------ | ---------- |
| 1 | Pétur Pétursson        | ÍA Akranes         | 16         |
| 2 | Ingi Björn Albertsson  | Valur Reykjavik    | 15         |
| 3 | Sigurlas þorleifsson   | ÍBV Vestmannaeyjar | 12         |
| 4 | Siguþor Omarsson       | þor Akureyri       | 11         |
| 4 | Sumarlidi Guðbjartsson | Fram Reykjavik     | 11         |
| 4 | Thomas Palsson         | ÍBV Vestmannaeyjar | 11         |